# Jarosław Bohunow
Jarosław Hennadijowycz Bohunow, ukr. Ярослав Геннадійович Богунов (ur. 4 września 1993 w Ługańsku) – ukraiński piłkarz, grający na pozycji pomocnika lub napastnika.

## Kariera piłkarska

### Kariera klubowa
Wychowanek klubów Olimpik Donieck, Dnipro Dniepropetrowsk i Metalist Charków, barwy których bronił w juniorskich mistrzostwach Ukrainy (DJuFL). Latem 2007 rozpoczął karierę piłkarską w drużynie rezerw Metalista Charków. Na początku 2012 opuścił Metalist i potem grał w amatorskim zespole FK Szczastia z obwodu ługańskiego. W lutym 2013 wyjechał do Białorusi, gdzie został piłkarzem Biełszyny Bobrujsk. Na początku 2017 przeniósł się do Naftanu Nowopołock. 9 lipca 2017 zasilił skład Krumkaczy, w którym grał do listopada 2017. Zimą 2018 przeszedł do Polissia Żytomierz. 28 września 2018 ponownie podpisał kontrakt z Krumkaczami. 13 lipca 2019 został piłkarzem FK Lwów.